# Lincoln/Cypress
Lincoln/Cypress to nadziemna stacja złotej linii metra w Los Angeles znajdująca się nad ulicą Lacy Street przy skrzyżowaniu z West Avenue Twenty-six (26-tą Zachodnią Aleją) w dzielnicach Cypress Park i Lincoln Heights. Jest jedną z pięciu stacji w systemie metra w Los Angeles posiadających dwa perony.
Pierwotna nazwa stacji "Avenue 26" została zmieniona wkrótce po otwarciu.
Stacja techniczno - postojowa Division 21 Yard (Los Angeles River Yard) mieści się pomiędzy stacjami Chinatown i Lincoln/Cypress.

## Godziny kursowania
Tramwaje złotej linii kursują codziennie w godzinach od 5:00 do 0:45

## Połączenia autobusowe
- Metro Local: 81, 84, 90, 91, 94, 251
- Metro Rapid: 751, 794